# Giuseppe Fonzi
Giuseppe Fonzi (Pescara, Abruços, 2 d'agost de 1991) és un ciclista italià, professional des del 2014. Actualment corre a l'equip Wilier Triestina-Selle Italia.

## Palmarès
- 2013
  - 1r a la Medaglia d'Oro Pietro Palmieri

### Resultats al Giro d'Itàlia
- 2017. 161è de la classificació general
- 2018. 149è de la classificació general